# 奥凯恩号驱逐舰
奥凯恩号驱逐舰（USS O'Kane (DDG-77)）是美国海军阿利·伯克级驱逐舰的第二十七艘，以海军少将理查德·奥凯恩命名。
奥凯恩号驱逐舰于1997年5月8日在缅因州巴斯的巴斯钢铁厂安放龙骨，1998年3月28日下水，1999年10月23日服役。